# Mieczysław Machulak
Mieczysław Machulak (ur. 26 maja 1958 w Hucie Józefów, zm. 3 stycznia 2022 w Nowej Dębie) – regionalista, krajoznawca, historyk.

## Życiorys
Syn Edwarda i Wandy. Do szkół uczęszczał w rodzinnej miejscowości oraz w Zaklikowie i Lublinie. W 1983 roku ukończył studia na Wydziale Prawa i Administracji Uniwersytetu Marii Curie Skłodowskiej w Lublinie. Od 1985 roku związany zawodowo z Połańcem, gdzie pracował jako urzędnik.
Od 1991 roku zajmował się krajoznawstwem i historią niektórych regionów. Założył dwa pisma o tematyce regionalnej: „Merkuriusz Połaniecki” (1991) i „Zeszyty Połanieckie” (1999) Od 2010 r. prowadził stronę internetową soleczniki.pl
Od 1999 rzecznik i współorganizator współpracy, a przede wszystkim pomocy dla polskich placówek oświatowych na Wileńszczyźnie (rejon solecznicki i miejscowość Ludwinowo pod Wilnem), zbiórka pomocy finansowej i rzeczowej. W latach 2001–2009 organizator kolonii dla polskich dzieci z Solecznik i Ludwinowa. Organizator licznych wyjazdów na Wileńszczyznę i Kresy Wschodnie dawnej Rzeczypospolitej – uczestniczyło w nich kilkaset osób. Autor pierwszego przewodnika w języku polskim po rejonie solecznickim (2002).
W 2008 roku otrzymał nagrodę specjalną Ministra Kultury i Dziedzictwa Narodowego.
W 2017 roku otrzymał odznakę honorową "Zasłużony dla kultury polskiej".
Został odznaczony Srebrnym (2005) i Złotym (2019) Krzyżem Zasługi.
Zmarł 3 stycznia 2022 roku po ciężkiej chorobie.

## Publikacje
Wydawca i autor książek:
- Połaniec. Zarys dziejów, 1994 (redaktor)
- Połaniec i okolice, 2001, wyd. Apla Krosno
- Połaniec. Na kościuszkowskim szlaku, 2002 (współautor)
- W stronę Solecznik, 2002, 2005 i 2007, wyd. Apla Krosno
- Królewskie Miasto Połaniec, 2002 (współautor), wyd. Apla Krosno
- Huta Józefów. Stąd nasz ród, 2006, 2018, wyd. Apla
- W Dziewieniszkach i dalej, 2008, wyd. Apla Krosno
- W dolinie Mereczanki, 2014, wyd. Apla Krosno
- W ejszyskiej stronie, 2017, wyd. Apla, Wojkówka – Połaniec
- Nad Solczą i Wisińczą, 2019, wyd. Apla Wojkówka – Połaniec 2019

Autor publikacji popularyzatorskich w gazetach: „Tygodnik Nadwiślański”, „Echo Dnia”, „Nowiny”, „Tygodnik Wileńszczyzny”, „Merkuriusz Połaniecki” i „Zeszyty Połanieckie” oraz autor/współautor licznych wydawnictw okazjonalnych (np. 50-lecie MKS Czarni Połaniec, Z dziejów parafii św. Marcina w Połańcu, Z dziejów OSP w Połańcu itp.).